# Kawedanan (plaats)
Kawedanan is een bestuurslaag in het regentschap Magetan van de provincie Oost-Java, Indonesië. Kawedanan telt 2333 inwoners (volkstelling 2010).